# 瓦尼夫
50°22′21″N 24°5′47″E / 50.37250°N 24.09639°E
瓦尼夫（烏克蘭語：Ванів），是烏克蘭西部的村莊，隸屬利維夫州的舍普季茨基區。該村面積1.92平方公里，海拔高度204米，2023年人口865，人口密度每平方公里455.73人。